# Fujita Naoyuki
Fujita Naoyuki (藤田 直之 (Đằng Điền Trực Chi) Fujita Naoyuki, sinh ngày 22 tháng 6 năm 1987 ở Fukuoka) là một cầu thủ bóng đá người Nhật Bản hiện tại thi đấu cho Vissel Kobe.

## Thống kê sự nghiệp câu lạc bộ
Cập nhật đến ngày 23 tháng 2 năm 2018.
| Thành tích câu lạc bộ | Thành tích câu lạc bộ | Thành tích câu lạc bộ | Giải vô địch | Giải vô địch | Cúp                   | Cúp                   | Cúp Liên đoàn | Cúp Liên đoàn | Tổng cộng | Tổng cộng |
| Mùa giải              | Câu lạc bộ            | Giải vô địch          | Số trận      | Bàn thắng    | Số trận               | Bàn thắng             | Số trận       | Bàn thắng     | Số trận   | Bàn thắng |
| Nhật Bản              | Nhật Bản              | Nhật Bản              | Giải vô địch | Giải vô địch | Cúp Hoàng đế Nhật Bản | Cúp Hoàng đế Nhật Bản | J. League Cup | J. League Cup | Tổng cộng | Tổng cộng |
| --------------------- | --------------------- | --------------------- | ------------ | ------------ | --------------------- | --------------------- | ------------- | ------------- | --------- | --------- |
| 2009                  | Đại học Fukuoka       | -                     | -            | -            | 2                     | 1                     | -             | -             | 2         | 1         |
| 2010                  | Sagan Tosu            | J2 League             | 32           | 4            | 1                     | 1                     | -             | -             | 33        | 5         |
| 2011                  | Sagan Tosu            | J2 League             | 23           | 0            | 0                     | 0                     | -             | -             | 23        | 0         |
| 2012                  | Sagan Tosu            | J1 League             | 33           | 6            | 1                     | 0                     | 4             | 0             | 38        | 6         |
| 2013                  | Sagan Tosu            | J1 League             | 31           | 2            | 5                     | 0                     | 2             | 0             | 38        | 2         |
| 2014                  | Sagan Tosu            | J1 League             | 32           | 1            | 2                     | 0                     | 4             | 0             | 38        | 1         |
| 2015                  | Sagan Tosu            | J1 League             | 31           | 0            | 3                     | 0                     | 3             | 0             | 37        | 0         |
| 2016                  | Vissel Kobe           | J1 League             | 32           | 0            | 3                     | 1                     | 6             | 1             | 41        | 2         |
| 2017                  | Vissel Kobe           | J1 League             | 21           | 1            | 3                     | 0                     | 3             | 0             | 27        | 1         |
| Tổng cộng sự nghiệp   | Tổng cộng sự nghiệp   | Tổng cộng sự nghiệp   | 235          | 14           | 20                    | 3                     | 22            | 1             | 277       | 18        |